# Raukokore River
Der Raukokore River ist ein Fluss in der Region Bay of Plenty auf der Nordinsel von Neuseeland.

## Geographie
Der Raukokore River entspringt an der nordwestlichen Seite der Raukumara Range auf halber Strecke zwischen den beiden Bergen Raukumara (1414 m) und Potts Peak (1426 m). Das Quellgebiet befindet sich auf einer Höhe von etwa 1220 m, nahe dem Mount Honokawa und liegt damit noch im Gisborne District. Der Fluss verläuft in einigen Bögen und Schleifen nordwestwärts dem Pazifischen Ozean entgegen und mündet in der Papatea Bay wenige Kilometer südwestlich der kleinen Siedlung Raukokore in die Bay of Plenty. Der Fluss besitzt ein Wassereinzugsgebiet von 352 km² und eine Länge von 57 km.
Rund 2,5 km südsüdöstlich des Mündungsgebietes des Raukokore River überquert der von Opotiki nach Gisborne verlaufende New Zealand State Highway 35 den Fluss.

## Nutzung
Da der Fluss für die nordöstlich Region der Nordinsel ein relativ großes Wassereinzugsgebiet besitzt, wurde 2004 auch der Raukokore River in die Betrachtung für den Bau eines Staudamms und Wasserkraftwerks miteinbezogen. Ihm wurde ein Potential von 145 GWh pro Jahr an Gewinnung von elektrischer Energie zugesprochen. Ein Bau von einem 35 MW Wasserkraftwerk hätte diese Energie gewinnen können. Ein Beschluss zum Bau eines derartigen Kraftwerks wurde allerdings bisher noch nicht gefasst.
2011 gab es eine Planung, das Wasser des Flusses für etwa 150–200 Einwohner der 5 km nordöstlich liegenden Siedlung Waihau und für die Bewässerung deren Landwirtschaft für den Anbau von 1200 bis 2000 ha Kiwifrüchten zu nutzen.